# Monocotiledóneas lilioides
Monocotiledóneas lilioides (também referidas por nonocotiledóneas petaloides, lilioides, liliid monocots, monocots petaloides ou monocots petaloides lilioides), nalguns sistemas de classificação mais antigos referido por «Liliiflorae», é um nome informal usado para um grado (agrupamento de táxons com características comuns) que agrupa cinco ordens de monocotiledôneas (Petrosaviales, Dioscoreales, Pandanales, Liliales e Asparagales) nas quais a maioria das espécies apresenda flores com tépalas coloridas relativamente grandes.

## Descrição
Esta característica é semelhante à encontrada no género Lilium (daí serem «lilioides», "parecidos com lírios"). As «monocotiledóneas petalóides» é uma referência à característica diferenciadora das suas flores, que apresentam tépalas que se assemelham a pétalas (ou seja são «petaloides»). Os termos taxonómicos  «Lilianae» ou «Liliiflorae» também foram aplicados a este agrupamento taxonómico em vários momentos. A partir do início do século XIX, muitas das espécies deste grupo de plantas foram colocadas numa família amplamente definida, Liliaceae sensu lato ou s.l., a família que inclui os lírios. Esses sistemas de classificação ainda são encontrados em muitos livros e outras fontes. Dentro das monocotiledóneas, as Liliaceae s.l. eram separadas das Glumaceae, criando assim os dois grandes grupos em que se dividiam as monocotiledóneas.